# Выборы в Московскую областную думу (2011)
Выборы в Московскую областную думу пятого созыва состоялись 4 декабря 2011 года в единый день голосования, одновременно с выборами в Государственную думу Российской Федерации. Эти выборы, в отличие от предыдущих, прошли по смешанной избирательной системе: из 50 депутатов 25 были избраны по партийным спискам (пропорциональная система), другие 25 — по одномандатным округам (мажоритарная система). Для попадания в думу по пропорциональной системе партиям было необходимо преодолеть 7%-й барьер (однако партии, набравшие от 5 % до 7 % получили бы 1 мандат). Срок полномочий думы пятого созыва — пять лет.

## Подготовка
Изначально предыдущий состав думы должен был работать до марта 2012 года, однако 10 марта 2011 года президент России Дмитрий Медведев подписал поправки в закон «Об основных гарантиях избирательных прав», согласно которым регионы получили возможность совмещать региональные выборы с выборами в Государственную думу РФ. Депутаты региональных парламентов могут продлевать или сокращать свои полномочия на срок не более шести месяцев (раньше выборы можно было перенести только в рамках одного календарного года).
25 марта 2011 года депутаты Мособлдумы воспользовались изменением закона и одобрили постановление о переносе выборов в областной парламент на декабрь 2011 года, совместив их с выборами в Государственную думу Российской Федерации. При этом срок полномочий депутатов думы 4 созыва был сокращён на три месяца, до дня первого заседания Московской областной Думы 5 созыва.
2 июня 2011 года депутаты приняли новую редакцию закона «О выборах депутатов Московской областной Думы». Пропорциональная система выборов в Московской области изменилась на смешанную. Теперь 25 депутатов будут избираться по пропорциональной системе (пропорционально числу голосов, отданных за списки той или иной партии) и 25 — по одномандатным округам.

### Избирательная кампания
Избирательная кампания официально началась 7 сентября. С 8 сентября по 8 октября (30 дней) продолжалось выдвижение списков кандидатов.
Четыре из семи партий — «Единая Россия», КПРФ, ЛДПР, «Справедливая Россия» — выдвигались без сбора подписей, так как имели фракции в Государственной думе (в России от сбора подписей освобождены партии, представленные в Государственной Думе, а также образовавшие фракции более чем в трети законодательных органов субъектов Российской Федерации). А региональным отделениям партий «Правое дело», «Патриоты России» и «Яблоко» для выдвижения необходимо было собирать подписи. Количество подписей избирателей единого списка кандидатов составляет 2 % от числа зарегистрированных избирателей. На 1 июля 2011 года в Московской области насчитывалось 5 549 224 избирателя, соответственно непарламентским партиям требовалось собрать как минимум 111 000 подписей.
Сбор подписей осуществило только отделение партии «Правое дело». Они предоставили на проверку в областной избирком 122 084 подписи избирателей в поддержку своего списка. Из них, после проверки, недействительными были признаны 822 подписи, что составило 0,7 %. В итоге 24 октября 2011 года избирательная комиссия зарегистрировала единый список кандидатов «Правого дела».
Отделение партии «Яблоко» отказалось собирать подписи в поддержку партийного списка. Кроме того они принесли в комиссию заявление, где назвали предъявляемые требования «заградительным барьером». В партии считают сбор такого количества подписей незаконным.
Региональное отделение партии «Патриоты России» списков кандидатов в депутаты Московской областной Думы не представило в избирком. Таким образом, «Патриоты России» не будут участвовать в выборах депутатов Московской областной Думы.
18 октября закончился срок регистрации кандидатов.
«Из семи партий у нас выдвинулись только шесть. Партия „Патриоты России“ приняла решение сосредоточиться только на выборах в Государственную думу. Партия „Яблоко“ не представила список подписей в поддержку выдвиженцев, и ей было отказано в регистрации», — сказал глава избиркома Московской области Ирек Вильданов 28 октября 2011 года.
30 октября в Мособлизбиркоме прошла жеребьёвка по размещению партий в бюллетенях на выборах по единому избирательному округу. Номера распределились следующим образом: № 1 — КПРФ, № 2 — ЛДПР, № 3 — «Правое дело», № 4 — «Единая Россия», № 5 — «Справедливая Россия».

### Отказ в регистрации партии «Яблоко»
Партия «Яблоко» выдвинула единый список кандидатов, однако не стала собирать подписи в его поддержку. 19 октября 2011 года, в последней день сдачи подписей для регистрации на выборах лидеры подмосковного отделения партии «Яблоко» передали в Мособлизбирком заявление, в котором назвали требования закона о выборах в Московскую областную думу непреодолимыми и противоречащими Конституции России. В частности таким назывался заградительный барьер в виде подписей как минимум 2 % избирателей области, отданных в поддержку списка. В пересчёте на количество зарегистрированных избирателей требовалось собрать свыше 110 тысяч подписей, при том что для регистрации на выборах в Госдуму потребовалось собрать 157 тысяч подписей по всей стране.
Избирательная комиссия Московской области отказала «Яблоку» в регистрации на выборах.
Партия обратилась с иском в Московский областной суд. 14 ноября Московский областной суд оставил в силе решение Мособлизбиркома. Суд посчитал, что поскольку Конституция не определяет конкретный порядок организации и проведения выборов, то в данном случае она «не применяется».
25 ноября Верховный суд России отклонил жалобу подмосковного отделения партии «Яблоко». Верховный суд поддержал нижестоящую инстанцию — Московский областной суд.

## Явка избирателей
Явка по Московской области составила 50,82 %.

## Итоги
8 декабря 2011 года Мособлизбирком объявил окончательные результаты выборов.

### Результаты выборов по спискам
По партийным спискам «Единая Россия» получила 9 мандатов, КПРФ — 7, «Справедливая Россия» — 5, ЛДПР — 4. Партия ЛДПР будет представлена в областном парламенте впервые.
| Партия                                                                                                | Партия                     | Областная часть списка                                                    | Кандидатов в списке *      | Дата регистрации           | Голоса  | % голосов | Мест в Думе по списку |
| --- | -------------------------- | ------------------------------------------------------------------------- | -------------------------- | -------------------------- | ------- | --------- | --------------------- |
| | Единая Россия              | Громов — Лазутина — Пугачёв — Брынцалов — Князев — Шапкин — Чаплин        | 82                         | 12 октября 2011            | 689544  | 33,18     | 9                     |
| | КПРФ                       | Кашин — Васильев — Куликов — Черемисов — Наумов — Еремейцева — Емельянов  | 81                         | 14 октября 2011            | 573198  | 27,58     | 7                     |
| | ЛДПР                       | Жириновский — Ливадченко — Шляпин — Вихарев — Жигарев — Зискинд — Калтайс | 76                         | 20 октября 2011            | 324045  | 15,59     | 4                     |
| | Справедливая Россия        | Хованская — Романович — Чарышкин — Керселян — Карпушев — Лебедев          | 81                         | 17 октября 2011            | 355398  | 17,10     | 5                     |
| Партии, не состоявшие в Думе предыдущего созыва, вынужденные собирать подписи для регистрации списка: |                            |                                                                           |                            |                            |         |           |                       |
| | Правое дело                | Надеждин — Некрасов                                                       | 67                         | 24 октября 2011            | 55835   | 2,69      | 0                     |
| | Яблоко                     | Горецкий — Гунько — Крыжов                                                | 28                         | отказ в регистрации списка | 0       | 0         | 0                     |
| | Патриоты России            |                                                                           | —                          | список не подавался        | 0       | 0         | 0                     |
| Недействительные бюллетени                                                                            | Недействительные бюллетени | Недействительные бюллетени                                                | Недействительные бюллетени | Недействительные бюллетени | 80218   |           |                       |
| Всего голосов:                                                                                        | Всего голосов:             | Всего голосов:                                                            | Всего голосов:             | Всего голосов:             | 2082601 | 100,00    | 25                    |
| * Общее число включённых в единый список кандидатов не может превышать 82 человека.                   |                            |                                                                           |                            |                            |         |           |                       |

### Результаты по избирательным округам
По одномандатным округам «Единая Россия» получила 20 мандатов, КПРФ — 4, «Справедливая Россия» — 1.
| Одномандатный избирательный округ | Депутат            | Партия              | Число голосов | Процент |
| --------------------------------- | ------------------ | ------------------- | ------------- | ------- |
| № 1 Балашихинский                 | Николай Черкасов   | Единая Россия       | 52 620        | 39.48 % |
| № 2 Дмитровский                   | Владислав Юдин     | Единая Россия       | 31 618        | 28.88 % |
| № 3 Домодедовский                 | Вячеслав Крымов    | Единая Россия       | 36 086        | 30.65 % |
| № 4 Егорьевский                   | Валерий Аксаков    | Единая Россия       | 52 993        | 50.10 % |
| № 5 Клинский                      | Сергей Юдаков      | Единая Россия       | 38 286        | 32.02 % |
| № 6 Коломенский                   | Алексей Мазуров    | Единая Россия       | 39 592        | 33.73 % |
| № 7 Королёвский                   | Татьяна Ордынская  | КПРФ                | 32 895        | 30.67 % |
| № 8 Красногорский                 | Галина Уткина      | Единая Россия       | 44 174        | 39.49 % |
| № 9 Ленинский                     | Владимир Тыцкий    | Единая Россия       | 33 444        | 29.87 % |
| № 10 Люберецкий                   | Вячеслав Губин     | Единая Россия       | 36 397        | 29.94 % |
| № 11 Мытищинский                  | Светлана Зинина    | КПРФ                | 44 404        | 41.29 % |
| № 12 Наро-Фоминский               | Марина Захарова    | Единая Россия       | 40 951        | 35.31 % |
| № 13 Ногинский                    | Иван Жуков         | Единая Россия       | 47 113        | 39.75 % |
| № 14 Одинцовский                  | Лариса Лазутина    | Единая Россия       | 63 912        | 47.55 % |
| № 15 Орехово-Зуевский             | Эдуард Живцов      | Единая Россия       | 40 244        | 40.33 % |
| № 16 Подольский                   | Александр Дюбанов  | Единая Россия       | 48 664        | 40.20 % |
| № 17 Пушкинский                   | Сергей Князев      | Единая Россия       | 29 132        | 30.89 % |
| № 18 Раменский                    | Игорь Чистюхин     | Справедливая Россия | 44163         | 35.31 % |
| № 19 Рузский                      | Владимир Дупак     | Единая Россия       | 26 462        | 26.56 % |
| № 20 Сергиево-Посадский           | Александр Двойных  | Единая Россия       | 31 032        | 35.69 % |
| № 21 Серпуховский                 | Михаил Леонтьев    | КПРФ                | 31 323        | 31.59 % |
| № 22 Ступинский                   | Владимир Алексеев  | Единая Россия       | 41385         | 37.69 % |
| № 23 Химкинский                   | Александр Иванов   | Единая Россия       | 47 306        | 37.81 % |
| № 24 Щёлковский                   | Наталья Еремейцева | КПРФ                | 37 479        | 36.75 % |
| № 25 Электростальский             | Владимир Пекарев   | Единая Россия       | 31 009        | 29.30 % |

Суммарно «Единая Россия» получила 29 мест, КПРФ — 11, «Справедливая Россия» — 6, ЛДПР — 4.
8 декабря 2011 года, после оглашения итогов выборов, в партии «Правое дело», не преодолевшей избирательный барьер, заявили, что намерены оспорить результаты выборов в Московскую областную думу.